# 努伊環礁
努伊環礁是南太平洋島國圖瓦盧的環礁，位於富納富提東南，由21個島嶼組成，土地面積2.83平方公里，居民的祖先來自吉爾伯特群島，2002年人口548。

## 外部連結
- Map of Nui （页面存档备份，存于）
- "A Brief History of Tuvalu"（页面存档备份，存于） containing discussion of history of Nui